# Kopytka
I kopytka sono gnocchi tipici della Polonia. 
Il loro nome (lett. "piccoli zoccoli") è dovuto alla loro forma a rombo che ricorderebbe gli zoccoli dei cavalli. Spesso vengono serviti con del pangrattato fritto nel burro, ma sono ideali da mangiare anche con le erbe o la salsa di funghi.